# Mboursou
Mboursou est une localité de l’ouest du Tchad chef-lieu de sous-préfecture du département de Mayo-Binder.

## Géographie
La localité est située à l’ouest du chef-lieu de département : Binder, à proximité de la frontière camerounaise.

## Histoire
La localité est érigée en sous-préfecture depuis le 4 septembre 2012.

## Population
La population est composée de deux grandes ethnies, à savoir les Guidare ou Baïnawa et les M6undang. Elle vit uniquement de l'agriculture. Cette activité est accompagnée par l'élevage.